# Психология расследования преступлений
В прикладной психологии сле́дственная психоло́гия пытается описать действия правонарушителей и развить понимание преступления. Это понимание может затем помочь в раскрытии преступлений и внести свой вклад в процедуры судебного преследования и защиты. Он объединяет вопросы поиска следственной информации, составления выводов об этой информации и способов, которыми полиция может поддерживать принятие решений с помощью различных систем, основанных на научных исследованиях. Его не следует путать с профилированием, которое выросло из опыта сотрудников полиции, высказывающих мнение своим коллегам о возможных характеристиках неизвестных преступников.

## Обзор
Следственная психология вырастает непосредственно из эмпирических исследований и логических выводов, чтобы охватить весь спектр следственной деятельности, а не только подготовку «профилей». Процессы вывода, лежащие в основе психологии расследований, контрастируют с подходом, используемым в Федеральном бюро расследований, которое делает упор на субъективные процессы, такие как «мышление как преступник». Эта область обеспечивает систему для интеграции многих аспектов психологии во все области полицейских расследований и форм преступлений. Психология расследований подчеркивает, что результаты научной психологии могут способствовать многим аспектам гражданского и уголовного расследования, включая весь спектр преступлений от кражи со взломом до терроризма, а не только те экстремальные насильственные преступления, которые имеют очевидный психопатический компонент.
Вклад в расследования опирается на степень, в которой правонарушитель демонстрирует различные тестируемые характеристики. А также процедуры совершенствования процессов проведения допросов или предоставления информации судам. Одной из целей исследований в области следственной психологии является получение важной для поведения и эмпирически подтвержденной информации о постоянстве и изменчивости поведения многих различных типов правонарушителей, хотя на сегодняшний день большинство исследований посвящено насильственным преступлениям, число исследований краж со взломом и поджогов растет. Также важно установить действительные и надежные методы разграничения правонарушителей и правонарушений.
Уже использование методов статистического анализа, таких как многомерное шкалирование, в профилировании правонарушителей подтвердило теоретическое различие между преступниками, совершившими убийство, как инструментальными (43 % правонарушителей) или экспрессивными (31 % правонарушителей) в использовании ими агрессии. Самыми последними достижениями стали разработка модели системы нарративных действий для дифференциации стилей правонарушений преступников, позволяющая идентифицировать эмпирически основанные «образы действий» в широком диапазоне типов правонарушений, от сексуальных посягательств и серийных убийств до преследований, краж со взломом. и грабеж. Этот метод анализа также расширил исходное теоретическое различие, определив подтемы агрессивных действий, которые можно использовать для дальнейшей дискриминации правонарушителей (Santilla, Hakkanen, Canter & Elfgren, 2003). Эти поведенческие темы также были связаны с фоновыми характеристиками и поведением после совершения преступления, демонстрируя их полезность для расследования дел о серийных убийствах. Разработка и применение этих методов к серийным преступникам, вероятно, будет способствовать повышению достоверности профилирования преступников серийных убийц.